# Закључавање огледала
Закључавање огледала (енгл. mirror lock-up) је опција која се користи код професионалних фото-апарата са циљем редукције вибрација. Вибрације су проузроковане приликом сликања, када се притиском на дугме огледало брзо покрене и удари о кућиште. Резултат су штетне вибрације које утичу на оштрину слике. Вибрације су нарочито веће када се користе зум објективи, а мање код краћих објектива. 
Да би се избегле вибрације, данас бољи фото-апарати имају опцију закључавања огледала пред сликање. Лоша страна тога је да се не види више мотив сликања, па се та опција често користи код употребе троношца.
Позиција закључаног огледала је иста као позиција током нормалног сликања, само се огледало подигне пре, па се време док не притиснемо дугме за сликање искористи за апсорпцију вибрација.

## Олимпус
На Олимпус Е серији та функција је названа Антишок (енгл. Anti shock).